# Нырмыч
Нырмыч — река в России, протекает по Нагорскому и Верхнекамскому районам Кировской области. Устье реки находится в 1406 км от устья Камы по левому берегу. Длина реки составляет 98 км, площадь водосборного бассейна — 1630 км².

## География
Исток реки на Верхнекамской возвышенности в 12 км к юго-востоку от деревни Зуевцы (Мулинское сельское поселение) и в 52 км к северо-востоку от Нагорска. Рядом находится исток реки Сумчина. Нырмыч течёт на северо-восток, затем на восток. Русло сильно извилистое. Верхнее течение лежит в Нагорском районе, среднее и нижнее — в Верхнекамском. Верхнее течение проходит по ненаселённому лесному массиву, в среднем течении при впадении в Нырмыч реки Малый Созим на левом берегу стоит посёлок Созимский и соседний с ним посёлок Сорда. Других населённых пунктов на реке нет. Нырмыч впадает в Каму чуть выше села Лойно. Ширина реки у устья около 30 метров.

## Притоки
(указано расстояние от устья)
- 27 км: река Малый Вьюк (пр)
- 38 км: река Малый Созим (лв)
- 45 км: река Средний Вьюк (пр)
- 48 км: река Третий Вьюк (пр)
- 52 км: река Большой Созим (лв)
- 55 км: река Большой Вьюк (пр)
- 64 км: река Сева (лв)
- 70 км: река без названия (пр)
- 79 км: река Вьюк (пр)

## Данные водного реестра
По данным государственного водного реестра России относится к Камскому бассейновому округу, водохозяйственный участок реки — Кама от истока до водомерного поста у села Бондюг, речной подбассейн реки — бассейны притоков Камы до впадения Белой. Речной бассейн реки — Кама.
Код объекта в государственном водном реестре — 10010100112111100000832.